# Vurpăr
Vurpăr là một xã thuộc hạt Sibiu, România. Dân số thời điểm năm 2002 là 2372 người.